# Гераськин, Александр Иванович
Александр Иванович Гераськин (23 августа 1913 — 6 сентября 1962) — командир 30-го гвардейского кавалерийского полка 9-й гвардейской казачьей кавалерийской Кубанско-Барановичской Краснознамённой орденов Суворова, Кутузова и Богдана Хмельницкого дивизии 4-го гвардейского казачьего кавалерийского корпуса 1-го Белорусского фронта, гвардии подполковник. Герой Советского Союза.

## Биография
Александр Иванович Гераськин родился 23 августа 1913 в станице Усть-Лабинская, ныне город Краснодарского края, в семье кубанского казака. По национальности — русский. Окончил 10 классов, в 1933 году окончил Майкопский лесотехнический техникум (ныне Майкопский государственный технологический университет). Работал прорабом лесоучастка в Карачаево-Черкесии.
В апреле 1935 года Гераськин вступил в ряды Красной армии. В 1938 году окончил курсы младших лейтенантов в СКВО, после чего принимал участие в Советско-финской войне. Член КПСС с 1940 года.

### Участие в Великой Отечественной войне
Александр Гераськин находился в рядах действующей армии с первого дня войны. Воевал помощником начальника штаба полка, помощником начальника и начальником оперативного отделения штаба дивизии, начальником штаба и командиром кавалерийского полка на Западном, Северо-Кавказском, Закавказском, Южном, 4-м Украинском, 3-м Украинском, 1-м Белорусском и 2-м Украинском фронтах. За храбрые и решительные действия в боях был неоднократно награждён различными орденами и медалями.
24 июня 1944 года, при вхождении дивизии в прорыв, 30-й гвардейский кавалерийский полк 9-й гв. кдпод командованием гвардии подполковника Гераськин обогнал свою пехоту на участке Заозерье. Уничтожая сопротивление противника, полк Гераськина выдвинулся вперёд, дав арьегардным частям возможность выйти на оперативный простор для завершения боевой задачи. 3 июля полк Гераськина ночным налётом отбил у противника город Несвиж, где было сосредоточено до 60-и немецких танков. 11 июня, форсировав реку Зельванка, бойцы Гераськина во взаимодействии с 34-м гвардейским кавалерийским полком выбили врага из города Волковыск. В том бою немцы потеряли до 120 солдат и офицеров и всю артиллерию.
17 июля, когда дивизия Гераськина, шла на воссоединение с силами 30-й кавалерийской дивизии, немцы атаковали 30-й и 32-й полки при помощи танков и самоходных артиллерийских орудий. Бойцы 30-го и 32-го полков не только отбили атаку, но и сами перешли в наступление, одержав победу и соединившись с частями 30-й кавалерийской дивизии в районе Видомла.
18 июля Гераськин со своим полком первым вышел к Государственной границе СССР на реке Западный Буг (ныне Буг) в районе села Ставы, Каменецкого района Брестской области. В течение 5 дней с 19 по 23 июля 1944 года полк вёл непрерывные бои, отражая превосходящие по силе контратаки противника, стремившегося прорваться через переправу, и нанеся ему большой урон в живой силе и боевой технике. Гераськин был ранен в обе руки, но остался в строю и продолжал командовать полком. За период операции с 24 июня по 27 июля полк Гераськина уничтожил до 450 и захватил в плен до 150 солдат противника, а также захватил большое количество техники.
Указом Президиума Верховного Совета СССР от 24 марта 1945 года за проявленные в боях с немецко-фашистскими захватчиками мужество и героизм гвардии подполковнику Гераськину Александру Ивановичу было присвоено звание Герой Советского Союза.

### После войны
В декабре 1946 года полковник Гераськин был уволен в запас. Жил в Смоленской области. В 1951—1953 годах работал директором Велижского лесхоза. Работал директором Псебайского и Черниговского леспромхозов Краснодарского края.
6 сентября 1962 года Александр Иванович Гераськин скончался от фронтовых ран. Похоронен в посёлке Псебай Краснодарского края.

## Награды
- Медаль «Золотая Звезда»[1].
- Орден Ленина[1].
- Орден Красного Знамени[3].
- Орден Красного Знамени.
- Орден Суворова III степени[4].
- Орден Кутузова III степени[5].
- Орден Красной Звезды[6].
- Медаль «За победу над Германией в Великой Отечественной войне 1941-1945 гг.»

и др. медалями.

## Память
- Имя Героя высечено золотыми буквами в зале Славы Центрального музея Великой Отечественной войны в Парке Победы города Москвы.
- На могиле Героя установлен надгробный памятник.